# Buchov (Votice)
Buchov (německy Buchow) je osada a část města Votice v okrese Benešov. Leží 3,3 kilometru jihozápadně od Votic v katastrálním území Hostišov ve Vlašimské pahorkatině. Jako evidenční část obce vznikla k 14. říjnu 2019 poté, co zastupitelstvo města Votic schválilo v září 2019 zřízení nové části obce. Do té doby osada patřila k části Hostišov.
Osada je tvořena dvěma statky a roztroušenou zástavbou kolem Konopišťského potoka a silnice I/3.

## Historie
První písemná zmínka o vesnici pochází z roku 1368 a nachází se v přídomku Mareše z Buchova. Jeho potomci sídlili až do poloviny patnáctého století na místní tvrzi.

## Pamětihodnosti
U východního okraje rybníka se nachází ostrůvek, jenž je památkově chráněným pozůstatkem buchovské tvrze.